# Harry Arter
Harry Nicholas Arter, född 28 december 1989 i Sidcup, är en irländsk fotbollsspelare som spelar för emiratiska Precision. Han har även representerat det irländska landslaget.

## Karriär
Den 9 augusti 2018 lånades Arter ut till Cardiff City på ett låneavtal över säsongen 2018/2019. Den 6 augusti 2019 lånades Arter ut till Fulham på ett låneavtal över säsongen 2019/2020.
Den 22 september 2020 värvades Arter av Nottingham Forest, där han skrev på ett treårskontrakt. Den 31 augusti 2021 lånades Arter ut till Charlton Athletic på ett låneavtal över säsongen 2021/2022. Den 4 januari 2022 återvände han till Nottingham Forest. Den 16 mars 2022 lånades Arter ut till Notts County på ett låneavtal över resten av säsongen 2021/2022. Nottingham Forest blev uppflyttade till Premier League säsongen 2021/2022 och hans kontrakt förlängdes automatiskt då med ett år till 2024.
I september 2024 gick Arter till Precision i emiratiska tredjedivisionen.